# Colegio Mayor Loyola (Granada)
El Colegio Mayor Loyola era un colegio mayor universitario masculino adscrito a la Universidad de Granada, dirigido y gestionado por la Compañía de Jesús. Fue fundado en 1966 y lleva su nombre en honor a San Ignacio de Loyola, fundador de la Compañía de Jesús. Cesó sus actividades en 2014. Se situaba en el Campus Universitario de La Cartuja de la Universidad de Granada.

## Historia
La presencia de la Compañía de Jesús en el ámbito universitario granadino se remonta a la fundación del Colegio de San Pablo, en 1554. Tras casi medio siglo de ausencia, el papa Pío VII restablece a la orden en 1814, y los jesuitas vuelven a la ciudad en 1877 para fundar el Colegio Máximo de Cartuja en 1892, hoy sede de varias facultades.
El 13 de noviembre de 1962, la Asamblea de Antiguos Alumnos del Colegio San Estanislao de Kostka, de Málaga, dirigido por la Compañía, solicitó a la autoridad provincial de la Compañía de Jesús la construcción de un colegio mayor universitario en Granada, para lo cual ofreció su colaboración. Dicha iniciativa se hizo realidad en 1964, fecha de inicio de las obras del colegio mayor, que, tras ser declarado proyecto de interés social según decreto de fecha 4 de mayo de 1965,  abrió sus puertas a los estudiantes en octubre de 1966.
Sus estatutos fueron aprobados por el claustro de la Universidad de Granada el 22 de noviembre de 1987.
El colegio Mayor Loyola cesó sus actividades el mes de julio del año 2014 tras 48 años prestando sus servicios.

## Instalaciones
- Habitaciones dobles e individuales.
- Comedor.
- Cafetería bar con TV.
- Pistas polideportivas.
- Centralita telefónica, fax y cabinas públicas.
- Lavandería.
- Biblioteca.
- Salas de vídeo, DVD y televisión.
- Salón de actos.
- Sala de exposiciones.
- Capilla.
- Zona verde.
- Aparcamiento.
- Gimnasio fitness

## Actividades
Realizaba diversas actividades para y por los colegiales, muchas de ellas en colaboración con el vecino Colegio Mayor Universitario Jesús y María, femenino. 
Entre ellas destacaban las actividades culturales de teatro, musical y coral, de las que se realizaban sendas representaciones a final de curso. La Tuna del Colegio Mayor Loyola contaba con varias décadas de historia y participó en múltiples certámenes nacionales e internacionales cada año. Por otro lado, también eran de destacar las actividades deportivas como el rugby, el fútbol, el fútbol sala, el baloncesto y el voleibol, con equipos que compitieron en las ligas universitaria e interna.
Cabe mencionar asimismo otras muchas actividades de gran variedad: cineclub, conferencias, clases de idioma, senderismo, convivencias, exposiciones, debates, degustaciones, etcétera.